# Parénquima

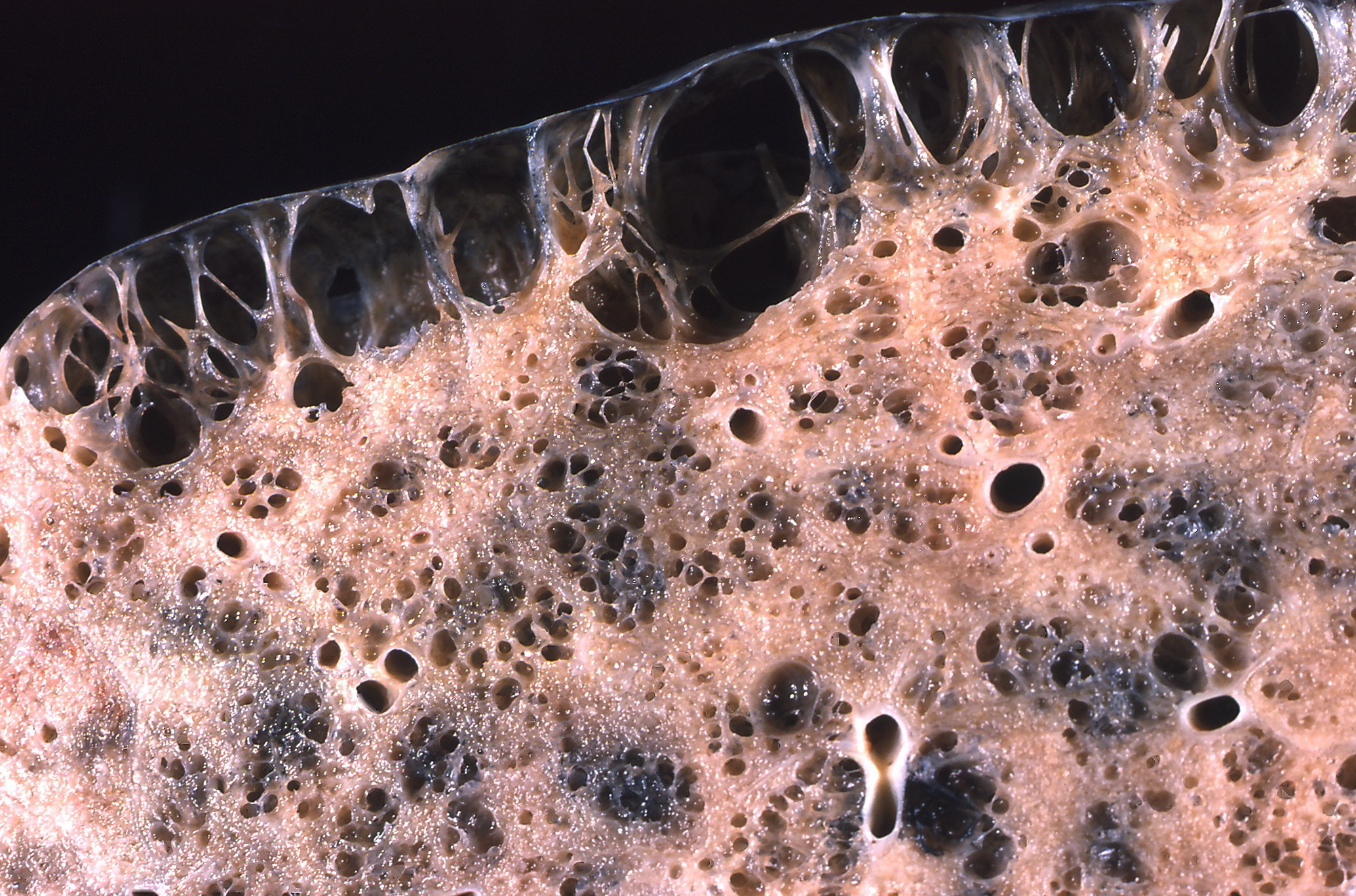
Parénquima pulmonar dañado por grandes bullas subpleurales.

El término parénquima (del griego [parénkhyma], "sustancia de los órganos") se utiliza en la histología tanto para designar un tipo de tejido propio de las plantas como la parte que en un órgano animal realiza su función específica. También se llama tejido parenquimal o tejido parenquimático.

## Parénquima animal
En histología animal, “parénquima”  es aquel tejido que hace del órgano algo funcional; en contraposición, el estroma es la parte formada por los tejidos de sostén (generalmente, tejido conectivo). Así, por ejemplo, los epitelios glandulares se reconocen como parénquima, puesto que conforman la parte secretoria (adenómero) en una glándula.

## Parénquima vegetal
En botánica, se denomina  parénquima a los tejidos vegetales fundamentales que prevalecen en la mayoría de los órganos vegetales formando un todo continuo. Se localizan en todos los órganos vegetales, llenan espacios libres que dejan otros órganos y tejidos. Las células parenquimáticas están poco especializadas, y su forma puede ser muy variable: más o menos isodiamétricas y facetadas, casi poliédricas o alargadas, lobuladas, etc. Las paredes celulares son flexibles y delgadas, de celulosa, aunque pueden presentar paredes secundarias lignificadas.
Los parénquimas pueden considerarse merístemas potenciales ya que, si bien han perdido su capacidad de división, sus células pueden, en determinadas condiciones, desdiferenciarse y retomar su división celular.
- Parénquima clorofílico, también llamado parénquima asimilador o clorénquima: realiza la fotosíntesis. Se sitúa en las hojas y en los tallos verdes formando el mesófilo. En las hojas puede tener dos disposiciones distintas.
  - Parénquima en empalizada: principal tejido que realiza fotosíntesis y, por lo tanto, proporciona alimento a la planta. Tiene cloroplastos y muchas vacuolas. No deja espacio extracelular amplio entre las células contiguas. La morfología de las células es alargada.
  - Parénquima esponjoso: Posee abundante espacio intercelular, lo que le facilita realizar intercambio de gases, como dióxido de carbono, de esta forma disminuye la posibilidad de asfixia por exceso de agua, por ejemplo. Posee grandes vacuolas y paredes celulares delgadas. Se encuentra en tallos, hojas y en la porción carnosa de las frutas.
- Parénquima amilífero o de reserva: almacena determinadas sustancias o nutrientes para la planta. Lo hace en los plastidios (en los amiloplastos, en el caso del parénquima amiláceo), en las vacuolas, en la propia pared celular o en el citoplasma. Es frecuente en raíces engrosadas, semillas, tubérculos engrosados, etc. Las células que lo componen, son por lo general de mayor tamaño que las anteriores, y no presentan importantes espacios intercelulares.
- Parénquima acuífero: sus células tienen una enorme vacuola llena de agua y de mucílago, por lo que es característico de la vegetación xerófila (plantas adaptadas a medios áridos).
- Parénquima aerífero o aerénquima: tiene células parenquimales muy pequeñas que delimitan cavidades llenas de aire (lagunas parenquimáticas). Es característico de la vegetación de hidrófitos (que habitan en medios acuáticos y, por lo tanto, carecen de oxígeno).
- Parénquima vascular: protege los tejidos conductores (xilema y floema) de la planta.
- Parénquima de relleno: ocupa el resto del espacio, con el fin de "rellenar". La principal característica es que las células son más o menos isodiamétricas (poseen el mismo diámetro).